# 骨语
《骨语》（英語：Talking Bones），中国悬疑剧。本剧改编自中国首席女法医王雪梅的真实案例，由张龄心、高仁、蔡宜达、张家鼎、吴曼思领衔主演，腾讯视频于2018年5月29日首播。
笫二季於2022年2月22日在腾讯视频首播，共30集。

## 播出时间
| 频道          | 所在地   | 播映日期      | 播出时间                                      | 备注 |
| ------------- | -------- | ------------- | --------------------------------------------- | ---- |
| 腾讯视频      | 中国大陆 | 2018年5月29日 | 每周二－周四20：00更新两集，VIP会员提前看下周 |      |
| LiTV 線上影視 | 臺灣     | 2018年8月1日  |                                               |      |
| HUB娛家戲劇台 | 新加坡   | 2019年7月15日 | 星期一 22:30-00:15                            |      |

## 劇情簡介
一个由挑剔组长尚桀、专注专业的女法医夏萤、万金油痕迹鉴定员李学凯，天然呆信息分析员宋咪，以及富二代心理侧写师英鸣组成的非常规特案组，集齐了局里各种“不靠谱”的人，通过通力合作，他们相继破获了各种离奇的凶杀案，一出手就抓住了逃窜了三四个城市，以制造意外为杀人手段，穷凶极恶的连环杀手，一战成名，特案组之后又接连破获了南山公园的碎尸案，离奇的灭门惨案以及抓获反侦查意识很强的兄弟杀手。

## 演员列表

### 主要演员
| 演員   | 角色   | 介紹 | 配音演员 |
| 张龄心 | 夏萤   | 特案组女法医，性格干练独立，潇洒豁达，努力坚韧，沉稳可靠，专注执着。缺少女人味，工作狂，生活单调。法医给人的印象都是冷漠，而夏萤的性格却是真正的暖葵，正如尚桀对夏萤的评价：“就像她的名字，即便是萤虫之光，于黑暗中，依然是动人的希望。”                   | 张喆     |
| 高仁   | 尚桀   | 特案组组长，性格魄力果断，细心冷静，护短有担当。凡事要求严格几近苛刻，毒舌，并不太擅长处理与女性友人的关系，撩妹段数负值。尚桀的运动神经很发达，但更擅长动脑子，认为不战以屈人之兵才是最上之策，但是关键时刻，无论枪法还是擒拿，都是男子力爆表的可靠组长。 | 王凯     |
| 蔡宜达 | 李学凯 | 刑侦/痕迹鉴定师，厚脸皮，喜欢撩妹，讲义气。易冲动，主观行事，习惯性隐藏真实的自我情绪。只要有李学凯在，场面永远不会尴尬和冷场。李学凯和英鸣是一对好基友，跟宋咪是一对欢喜冤家。                                                                            | 凌振赫   |
| 张家鼎 | 英鸣   | 心理侧写师，胆小谨慎，阳光帅气，贴心理智，晕血，自我，一根筋，掉书袋。英鸣在优越的家庭环境里长大，举手投足都十分有规矩。他是特案组的贴心小暖男、李学凯的小跟班、好基友，是宋咪的暖心大哥哥。                                                               | 杨天翔   |
| 吴曼思 | 宋咪   | 信息分析员，宋咪是一个在大家保护下茁壮成长的警队新兵。思维简单，乖巧文静，热心上进，正义感爆棚。冲动感性，遇事不够冷静，但渴望成为一名优秀的警察。 |          |